# Panda-Kraftwerk Datong
Das Panda-Kraftwerk Datong ist ein von der Panda Green Energy betriebener Solarpark in der Volksrepublik China, der etwa 250 km westlich von Peking liegt. Teile der Anlage haben aus der Luft betrachtet die Gestalt zweier Pandabären. Die hierfür notwendigen Farbeffekte werden durch die bewusste Verwendung von kristallinen Solarmodulen für die dunklen Teile des „Fells“ sowie von Dünnschichtmodulen für die hellen Fellteile hervorgerufen.

## Geschichte und Technik
Der Solarpark soll im Endausbau eine installierte Leistung von 100 MWp besitzen. Begonnen wurde das Projekt im Mai 2016, im November 2016 liefen die Bauarbeiten an. Im Juni 2017 wurde die erste Ausbauphase mit 50 MWp in Betrieb genommen. Binnen 25 Jahren soll das Kraftwerk ca. 3,2 Mrd. kWh Solarstrom produzieren, womit ca. 1,06 Mio. Tonnen Kohle sowie mehr als 2,7 Mio. Tonnen Kohlendioxidemissionen eingespart werden sollen.

## Hintergrund
Neben der Stromerzeugung soll dem Kraftwerk auch ein Bildungsauftrag zukommen. Hierfür schlossen die Betreiber 2016 einen Vertrag mit dem Umweltprogramm der Vereinten Nationen. Unter anderem soll neben dem Solarpark ein Jugendzentrum entstehen, in dem Schüler über die ökologischen Vorteile erneuerbarer Energien aufgeklärt werden. Des Weiteren soll auf die Bedrohung der Pandabären aufmerksam gemacht werden. Der Panda gilt weltweit als Symbol bedrohter Tierarten; in freier Wildbahn leben nur noch etwa 1900 Tiere.
Ein weiteres Ziel des Projektes ist es, auf die Neue Seidenstraße aufmerksam zu machen, zu der es seit Mai 2017 auch zählt. Hierbei handelt es sich um ein Verkehrsprojekt zwischen Europa und Asien, für das China etwa 900 Mrd. Dollar investieren will. Das Panda-Kraftwerk soll unter anderem Energie für diese Infrastrukturmaßnahme liefern. Der Bau weiterer Panda-Kraftwerke an dem Verkehrskorridor ist im Rahmen des Panda 100 Programms geplant, die genaue Zahl solcher Kraftwerke ist jedoch noch unbekannt. Zudem schloss Panda Green Energy auch Kooperationsvereinbarungen mit Regierungen anderer Staaten wie der Republik Fidschi sowie den Philippinen ab, um dort ebenfalls solche Kraftwerke zu errichten.